# Britt Eerland
Adriana Leenderina Brigitte (Britt) Eerland (Schiedam, 22 februari 1994) is een Nederlands tafeltennisspeelster. Ze werd individueel Europees kampioene tot achttien jaar op de Europese Jeugdkampioenschappen (EJK) 2010 in Istanboel. Met het Nederlands team werd ze in 2011 Europees kampioen en haalde ze daar in 2017 een derde plaats. Eerland nam met het Nederlands team deel aan de Olympische Zomerspelen 2016 en Olympische Zomerspelen 2020. Op het Europese TOP 16-toernooi 2020 haalde Eerland de finale waarin ze verloor van Petrissa Solja.
Via het OKT plaatste ze zich voor de derde maal voor de Olympische Zomerspelen 2024.

## Jeugd
Eerland debuteerde als twaalfjarige speelster van Brandersstad in de Nederlandse eredivisie tafeltennis, waarin ze de jongste speelster ooit werd. Later speelde ze ook in de eredivisie voor onder meer TTV Bultman/Smash'70 en Li-Ning/MF Services Heerlen. In zowel 2006 als 2007 werd ze Nederlands jeugdkampioen in de leeftijdsklasse 'meisjes pupillen' en in zowel 2008 als 2009 bij de 'meisjes cadetten'. Eerlands jongere zus Nikki Eerland debuteerde op 11 september 2010 met Dozy Den Helder Noordkop eveneens in de eredivisie en is ook jeugdinternational.

## EJK 2010
Ze werd in juli 2010 - als zestienjarige - individueel Europees kampioene tot achttien jaar op de Europese Jeugdkampioenschappen (EJK) 2010 in Istanboel. Daarmee was ze de tweede Nederlandse enkelspelwinnaar op een EJK in de geschiedenis van het evenement (sinds 1955), na Bettine Vriesekoop in 1977. Daarnaast was ze internationaal de vijfde persoon in de historie die als eerstejaars junior een EJK-enkelspeltitel won, na Maria Golopenta (1956), Vriesekoop, Olga Nemes (1983) en Jan-Ove Waldner (1981).
Eerland won de enkelspeltitel op het EJK 2010 door in de finale met 4-3 in games van de Hongaarse Dóra Madarász te winnen. In aanloop naar de eindstrijd versloeg ze onder andere Krisztina Mikulcova (Tsjechië, 4-3), Jana Noskova (Rusland, 4-1) en in de halve finale Magdalana Szczerkowska (Polen, 4-1). Voor het EJK kon Eerland door blessures vier maanden geen nationale en internationale toernooien spelen.

## WK 2011
Eerland debuteerde in november 2010 op de ITTF Pro Tour toen ze deelnam aan het enkelspeltoernooi van het Poolse Open. In mei 2011 plaatste ze zich in Rotterdam voor het hoofdtoernooi van haar eerste wereldkampioenschap. In de daaraan voorafgaande kwalificatie won ze van achtereenvolgens Tvin Carole Moumjoghlian uit Libanon (4-0), Cristal Meneses uit Chili (4-0) en Manca Fajmut uit Slovenië (4-2). Eerland verloor in de eerste ronde van het hoofdtoernooi met 4-0 van Guo Yue, de als vierde geplaatste wereldkampioene van 2007.

## EK 2011
Eerland speelde in 2011 haar eerste EK-wedstrijd voor 'het grote' Oranje. Op zaterdag 8 oktober won ze samen met Li Jiao en Linda Creemers met 3-0 van Turkije. Eerland zelf zorgde voor het derde punt van de Nederlandse ploeg door met 11-6, 11-6 en 11-7 te winnen van Ipek Karahan. Door de zege op de Turksen verzekerde Nederland zich van een plaats in de kwartfinale van het EK 2011.
Nederland won vervolgens van Spanje, Hongarije en in de finale van Roemenië. Eerland kwam tijdens die wedstrijden niet meer in actie. Ze won haar eerste EK-titel samen met Creemers, Li Jie, Li Jiao en Jelena Timina. De drie laatstgenoemden speelden de finale en haalden alle drie hun vierde Europese titel op rij binnen.

## EK 2012
Op het EK 2012 in Herning won Eerland samen met de Hongaarse Dóra Madarász een bronzen medaille in het damesdubbel. In de halve finale werd van het Hongaarse duo Georgina Pota en Krisztina Tóth nipt met 4-3 verloren. In het enkelspel wist zij zich voor het hoofdtoernooi te plaatsen, waar zij in de 1e ronde uitgeschakeld werd door de Poolse Natalia Partyka (4-0).

## Nederlandse titels
Eerland won op 1 maart 2015 haar eerste nationale titel bij de senioren. Samen met Kim Vermaas werd ze tijdens het Nederlands kampioenschap tafeltennis 2015 winnares van het dubbelspeltoernooi. Het duo versloeg in de finale Angelique Gertenbach en Melanie Bierdrager met 3-0. Eerland werd in maart 2016 ook voor het eerst Nederlands kampioene in het enkelspel. Hiervoor versloeg ze in de finale Ana Gogorita met 4-2. De kampioene van 2005 tot en met 2014 (Li Jiao) deed dit keer niet mee aan het toernooi. Regerend kampioene Li Jie haakte voor haar halve finale tegen Gogorita geblesseerd af.
Eerland werd in 2016 voor het eerst Nederlands kampioene enkelspel.

## Clubs
- 2008–2013:  TTV Schiedam
- 2013–2015:  TTG Bingen
- 2015–2016:  Etival
- 2016–2018:  Saint Quentin
- 2018-2020:  TuS Bad Driburg
- 2020-2024:  TTC Berlin Eastside